# Макаров, Сергей Валерьевич (актёр)
Серге́й Вале́рьевич Мака́ров (род. 18 февраля 1966, Москва, СССР) — российский актёр с синдромом Дауна. Известен по роли пастуха Миколки в фильме «Старухи».

## Биография
Сергей Макаров родился 18 февраля 1966 года в Москве.

## Творчество
С 2001 года — актёр «Театра Простодушных» («особого» драматического театра для актёров с синдромом Дауна).
Первый в России актёр с синдромом Дауна, сыгравший в полнометражном фильме одну из главных ролей. Имеет проблемы с речью.
2004 год — участие в съёмках телесериала о реалити-шоу «Квартирка» на телеканале ТНТ.

## Театральные работы

### «Театр Простодушных»
- «Приходите… Завтра!?» по мотивам главы из поэмы «Мёртвые души» Н. В. Гоголя «Повесть о капитане Копейкине» — капитан Копейкин[6]
- «Зверь» по мотивам фантастической пьесы М. Гиндина и В. Синакевича — Друг

### «Гоголь-центр»
- «Идиоты» (возобновление, 2018, режиссёр Кирилл Серебренников) — ангел[7][8]

## Фильмография
- 1989 — Чёрная роза — эмблема печали, красная роза — эмблема любви — пациент больницы
- 2001 — Повесть о капитане Копейкине (телефильм)[9][10]
- 2003 — Старухи — Миколка
- 2004 — Квартирка
- 2004 — Рагин — эпизод
- 2009 — Какраки — поварёнок Тихон
- 2010 — Весёлый солдат (фильм Г. Сидорова, не был завершён)[11]
- 2010 — Жила-была одна баба — Мартынка
- 2010 — Борис Годунов — юродивый
- 2011 — Орда[уточнить]
- 2012 — Роман с кокаином — Миколка[11]

## Призы и награды
- Золотая медаль кинофестиваля[какого?] Дома Ханжонкова за роль Миколки в х/ф «Старухи».
- 2004 г. — приз герою киногода «„Сталкер“ — За права человека»[12][нет в источнике][13].
- 2004 г. — перечислен в рассылке международной организации «CUVICUS»[англ.] в ряду 11 самых знаменитых людей с ограниченными возможностями[уточнить][значимость факта?].

## Оценки
Веб-сайт труппы «Театра Простодушных» цитирует[уточнить] отзыв журналистки Frankfurter Allgemeine Керстин Хольм:
Макаров… своими импульсивными и размашистыми жестами, выразительно контрастирующими с ранимой вялостью взрослого тела, придаёт главной фигуре Копейкина потрясающий пафос!
Режиссёр Геннадий Сидоров (1962—2011) высоко ценил актёрскую работу Сергея Макарова и был готов снимать его в каждом своём фильме.